# ノーパン健康法
ノーパン健康法（ - けんこうほう）は日本で提唱された健康法の一種で、下半身の下着を穿かずに寝ることである。「ノーパン睡眠」、「脱パンツ健康法」ともいう。
日本では、医学博士の丸山淳士が1990年代あたりから提唱したもので、「脱パンツ睡眠は熟睡するための方法で、熟睡するためには副交感神経の働きを高めることが大事」、「熟睡により成長ホルモンや若返りホルモンが分泌されるため、体の不調が改善します」と述べている。
その効果について、リンパの流れが悪化しない効果や、蒸れによる皮膚病予防も期待できると評価する意見や、衛生面からパンツをはいた方が良いとの意見がある。
芸能界ではこの健康法を実践しているものもおり、話題に挙がることもある。

## 根拠
- パンツのゴムは身体を締め付け続ける。これをなくしリラックス できる[1]。
- パンツは蒸れて不衛生になりがちである。パンツを穿かずに通気性をよくして病原菌 の繁殖を予防する[2]。